# Крупенина, Лидия Ивановна
Лидия Ивановна Крупенина (по мужу — Гревцова; 1 ноября 1928, Москва — 5 марта 2016, Новосибирск) — советская российская балерина, педагог. Народная артистка СССР (1971).

## Биография
Родилась 1 ноября 1928 года в Москве.
В 1947 году окончила Московское хореографическое училище (ныне Московская академия хореографии) (педагог М. М. Леонтьева).
В 1947—1980 годах — в балетной труппе, солистка, ведущая балерина  Новосибирского театр оперы и балета. За годы работы было подготовлено более 30 главных партий в классических и современных балетах.
Танцевала на сцене Большого театра и Кремлёвского Дворца съездов.
Много гастролировала за рубежом.
Педагогическую деятельность начала в 1969 году в Новосибирском хореографическом училище, в 1973—1980 годах — его художественный руководитель, а также педагог-репетитор театра.
Член КПСС с 1956 года.

Похоронена на Заельцовском кладбище..

### Семья
- Муж — Юрий Васильевич Гревцов (1930—1987), артист балета, педагог, заслуженный артист РСФСР (1971).

## Награды и звания
- Заслуженная артистка РСФСР (1955)
- Народная артистка РСФСР (1958)
- Народная артистка СССР (1971)
- Орден Ленина (1967).
- Грамота Министерства культуры Российской Федерации (2010)[3].

## Основные партии
- «Лебединое озеро» П. И. Чайковского — Одетта-Одиллия
- «Бахчисарайский фонтан» Б. В. Асафьева — Мария
- «Пламя Парижа» Б. В. Асафьева — Жанна
- «Каменный цветок» С. С. Прокофьева — Хозяйка Медной горы
- «Ромео и Джульетта» С. С. Прокофьева — Джульетта
- «Спящая красавица» П. И. Чайковского — Аврора
- «Дон Кихот» Л. Минкуса — Китри
- «Красный мак» Р. М. Глиэра — Тао-Хоа
- «Щелкунчик» П. И. Чайковского — Маша
- «Медный всадник» Р. М. Глиэра — Параша
- «Эсмеральда» Ц. Пуни — Эсмеральда
- «Маскарад» Л. А. Лапутина — Нина
- «Аладдин и волшебная лампа» Б. В. Савельева — Будур
- «Семь красавиц» К. А. Караева — Айша
- «Легенда о любви» А. Д. Меликова — Ширин
- «Жизель» А. Адана — Жизель
- «Корсар» А. Адана, Л. Делиба, Р. Дриго, Ц. Пуни — Медора, Гюльнара
- «Золушка» С. С. Прокофьева — Золушка[4]
- «Раймонда» А. К. Глазунова — Раймонда
- «Доктор Айболит» И. В. Морозова — Танечка
- «Фадетта» Л. Делиба — Фадетта
- «Аленький цветочек» К. А. Корчмарёва — Маша

## Фильмография
- 1972 — Балерина Лидия Крупенина (документальный)